# Come ti fa Mad
Come ti fa Mad è un singolo del rapper italiano MadMan, pubblicato il 16 ottobre 2013 come unico estratto dal mixtape MM vol. 1 Mixtape.

## Tracce
1. Come ti fa Mad – 3:06
2. Come ti fa Mad (Instrumental) – 3:06
3. Come ti fa Mad (Stabber Remix) – 3:04
4. Come ti fa Mad (Toorbo Yamabushi Remix) – 2:43
5. Come ti fa Mad (Sine One Remix) – 2:36
6. Come ti fa Mad (Goldentrash & The Lumberjacks Remix) – 3:10
7. Come ti fa Mad (Frenetik & Orang3 Remix) – 3:04
8. Come ti fa Mad (Dyo Remix) – 2:41